# Hippogrif
En hippogrif er et fiktivt dyr har en bagkrop som en hest men forkrop/forben er som en løve og hoved som en grib eller ørn. 
Der findes to forskellige racer af hippogriffer. Det er den albanske og den afrikanske. Den albanske hippogrif lever i skovene, og den afrikanske lever i oaserne i Sahara.
Hippogriffen kendes fra den antikke romerske digter Vergils Ekologer.
Hippogriffer forekommer også i eventyrserien om Harry Potter i bogen og filmen "Harry Potter og fangen fra Azkaban"